# Paweł Sibik
Paweł Sibik (Niemcza, 15 febbraio 1971) è un ex calciatore polacco, di ruolo centrocampista.

## Palmarès

### Club

#### Competizioni nazionali
- Campionato cipriota: 1

Apollon Limassol: 2005-2006